# فرست‌گروپ
فرست‌گروپ (انگلیسی: FirstGroup) یک شرکت ترابری در بریتانیا است.
این شرکت که در آوریل ۱۹۹۵ بنیانگذاری شده، دارای مقر در ابردین، اسکاتلند است و افزون بر فعالیت در بریتانیا در کشورهایی همچون ایرلند، کانادا و ایالات متحده آمریکا نیز فعال است، فرست‌گروپ که از شرکت‌های فهرست‌شده در بورس لندن است در زمینه ترابری ریلی و اتوبوس‌رانی خدمات‌دهی می‌کند.
ترانس‌پناین اکسپرس یکی از شرکت‌های زیرمجموعه فرست‌گروپ به شمار می‌رود.

## نگارخانه

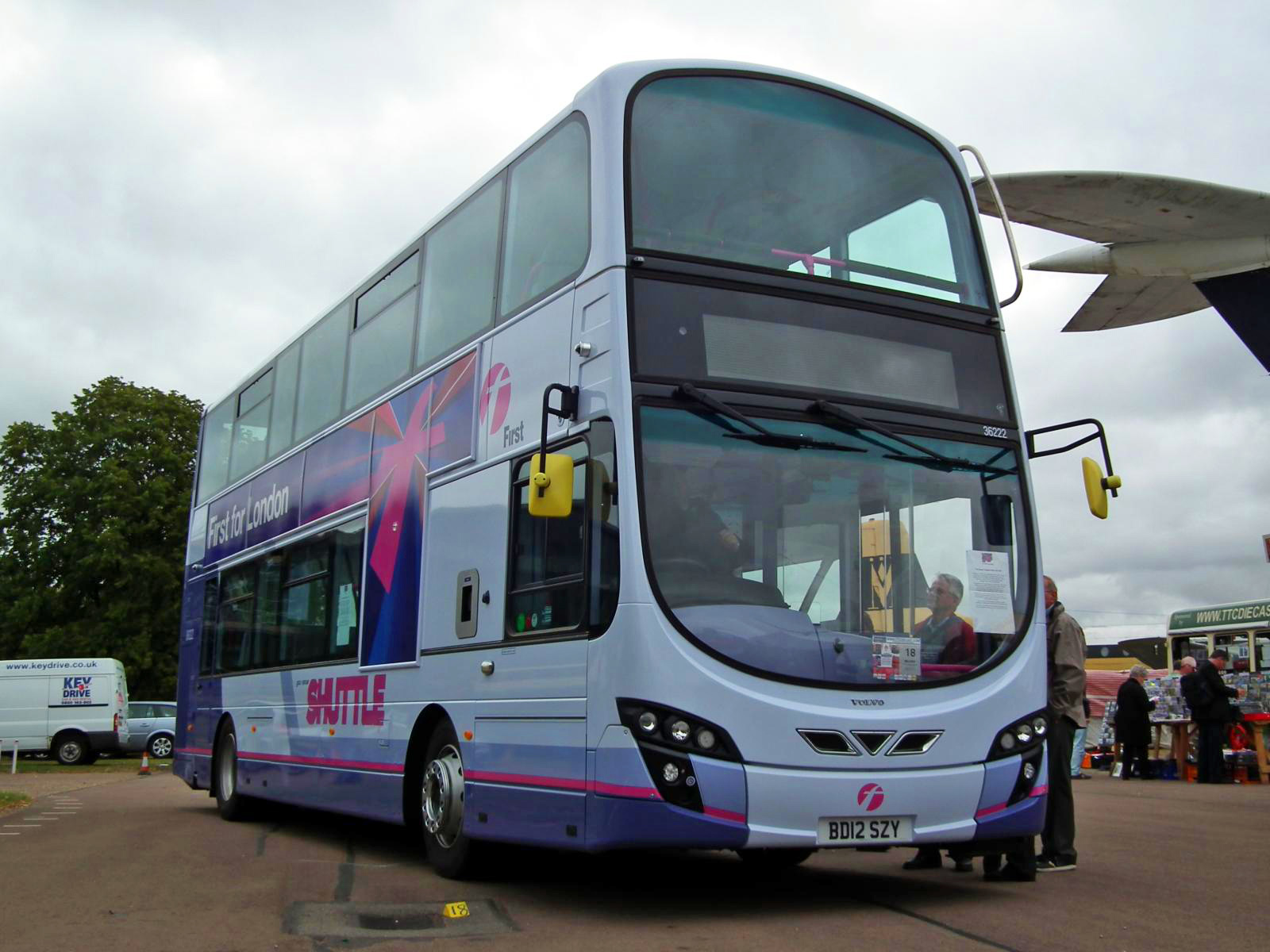
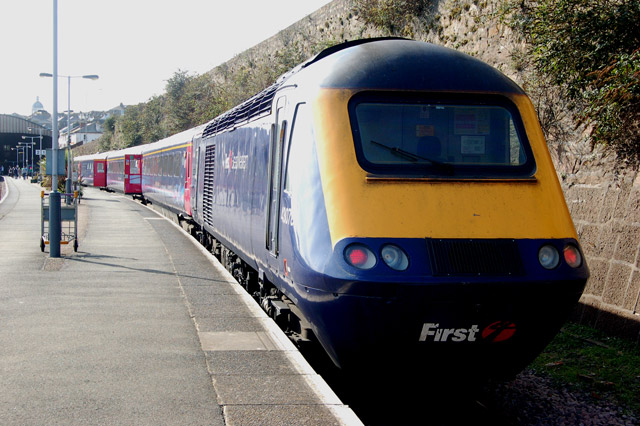
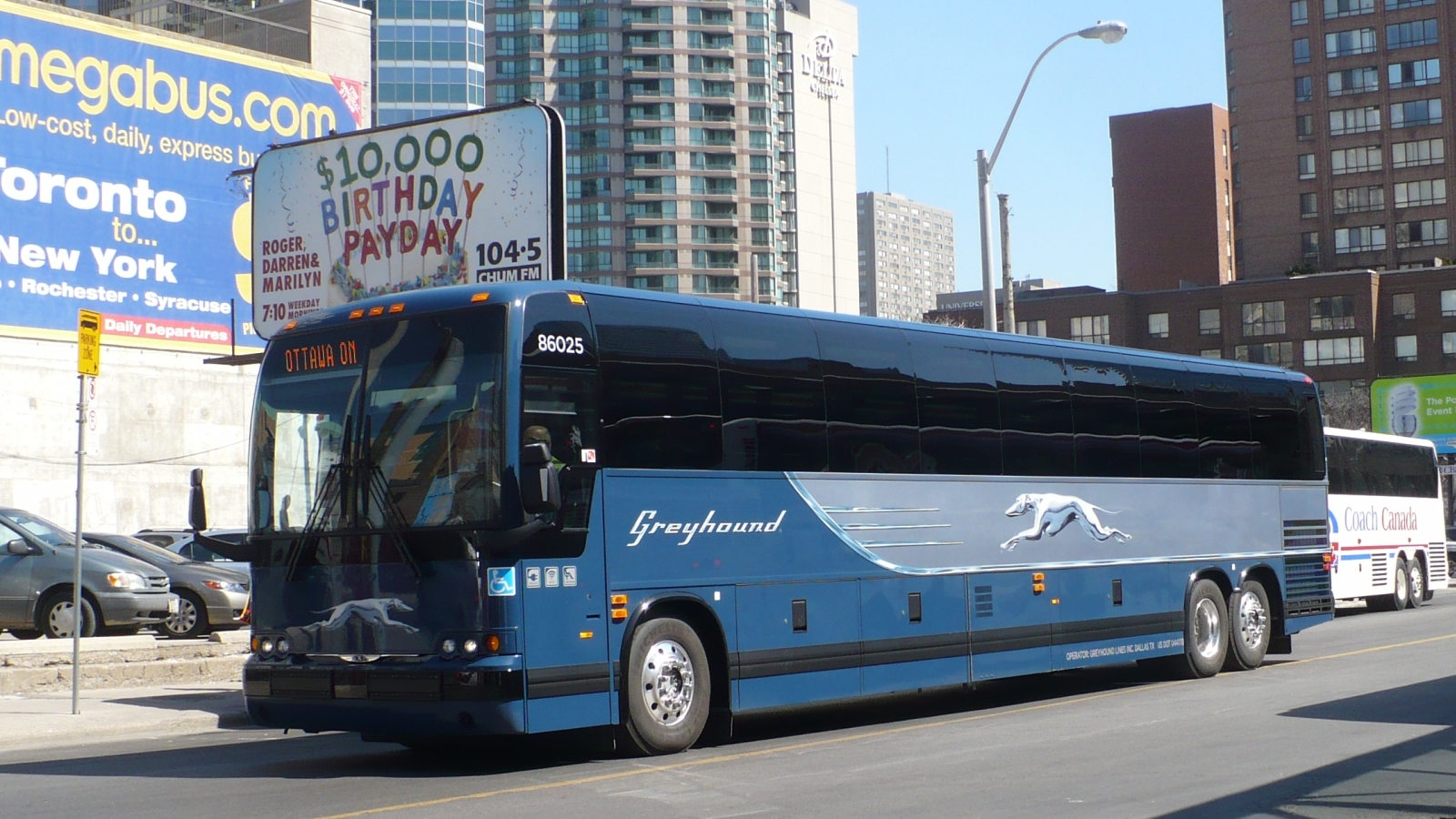
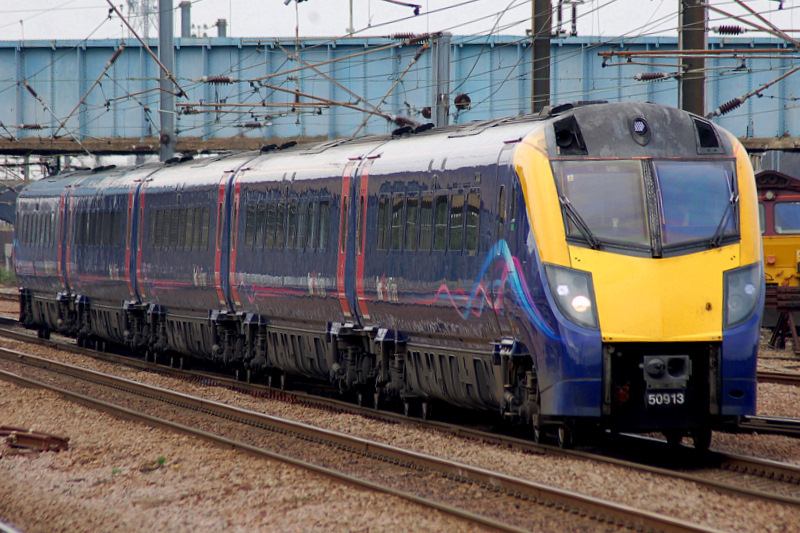
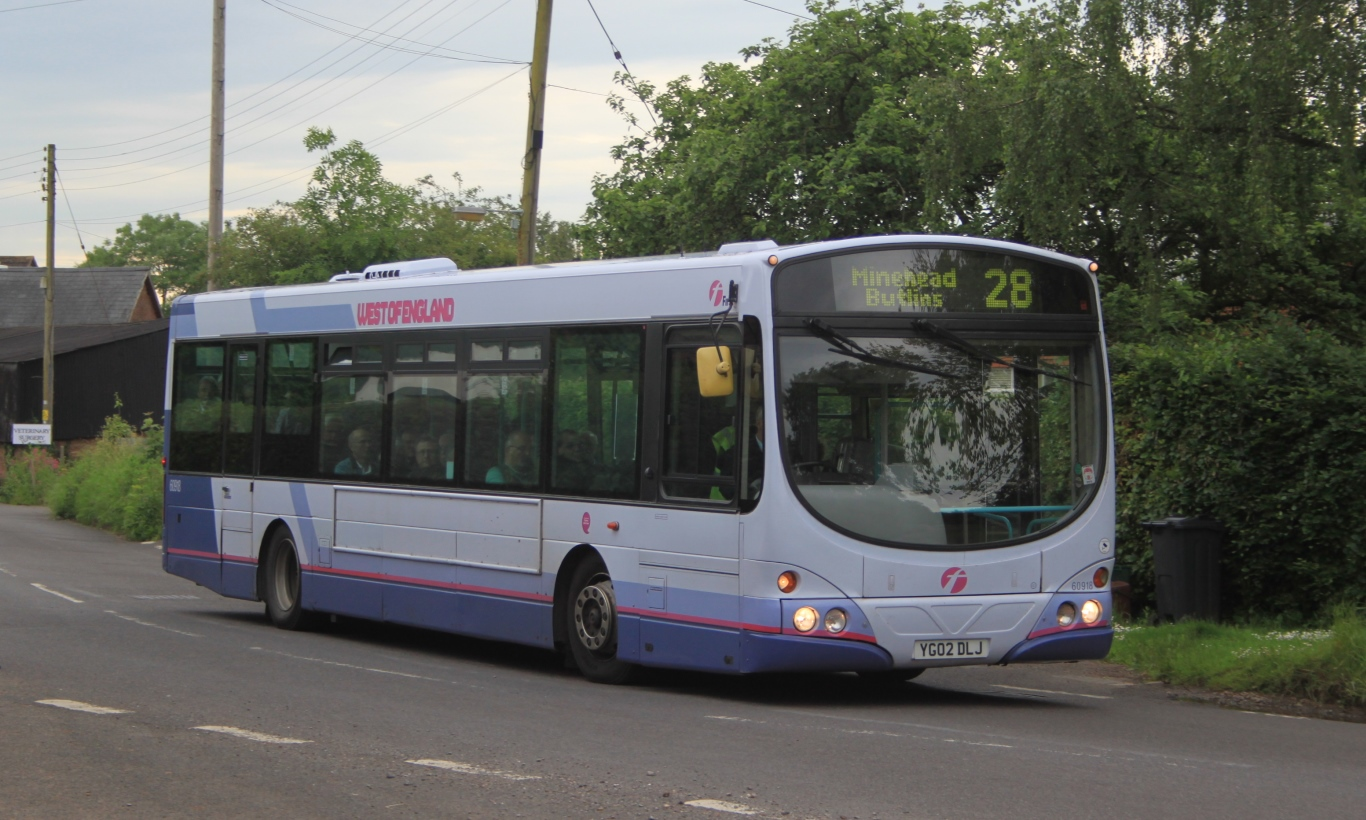
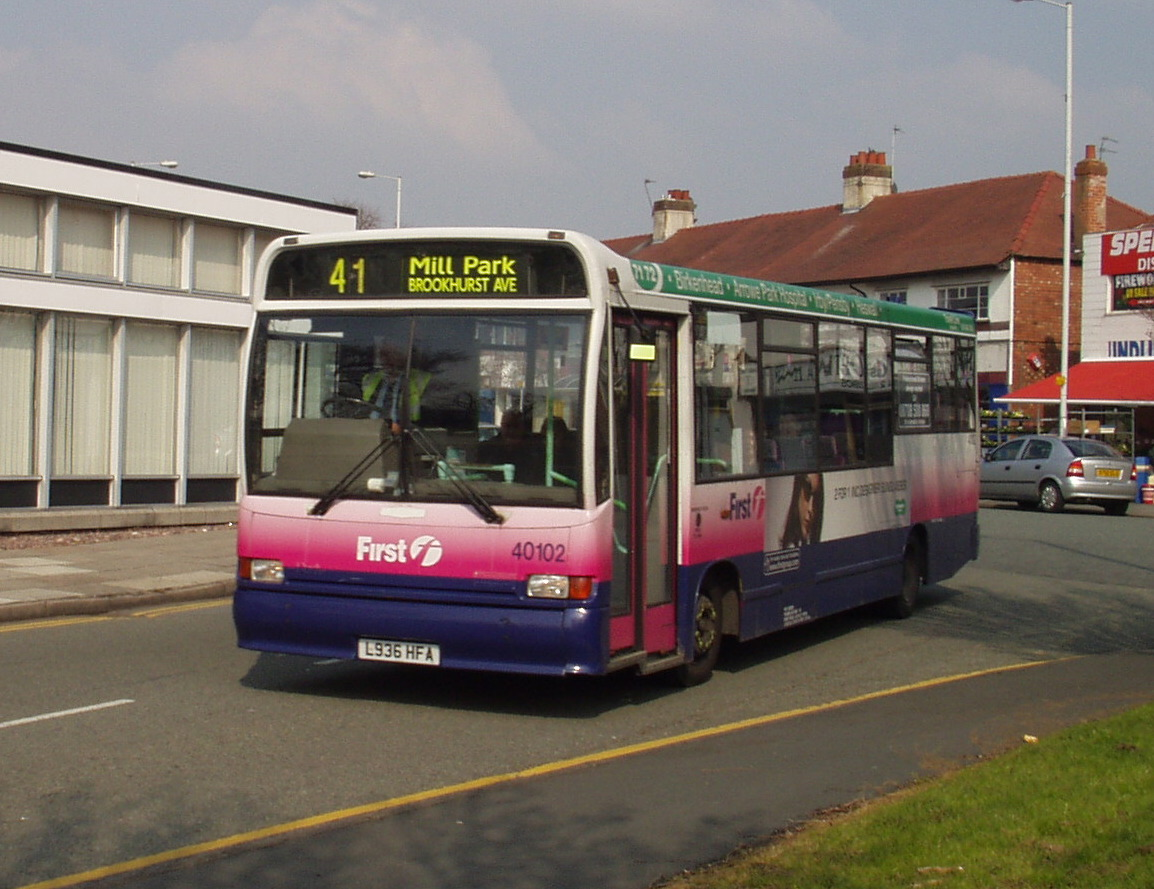
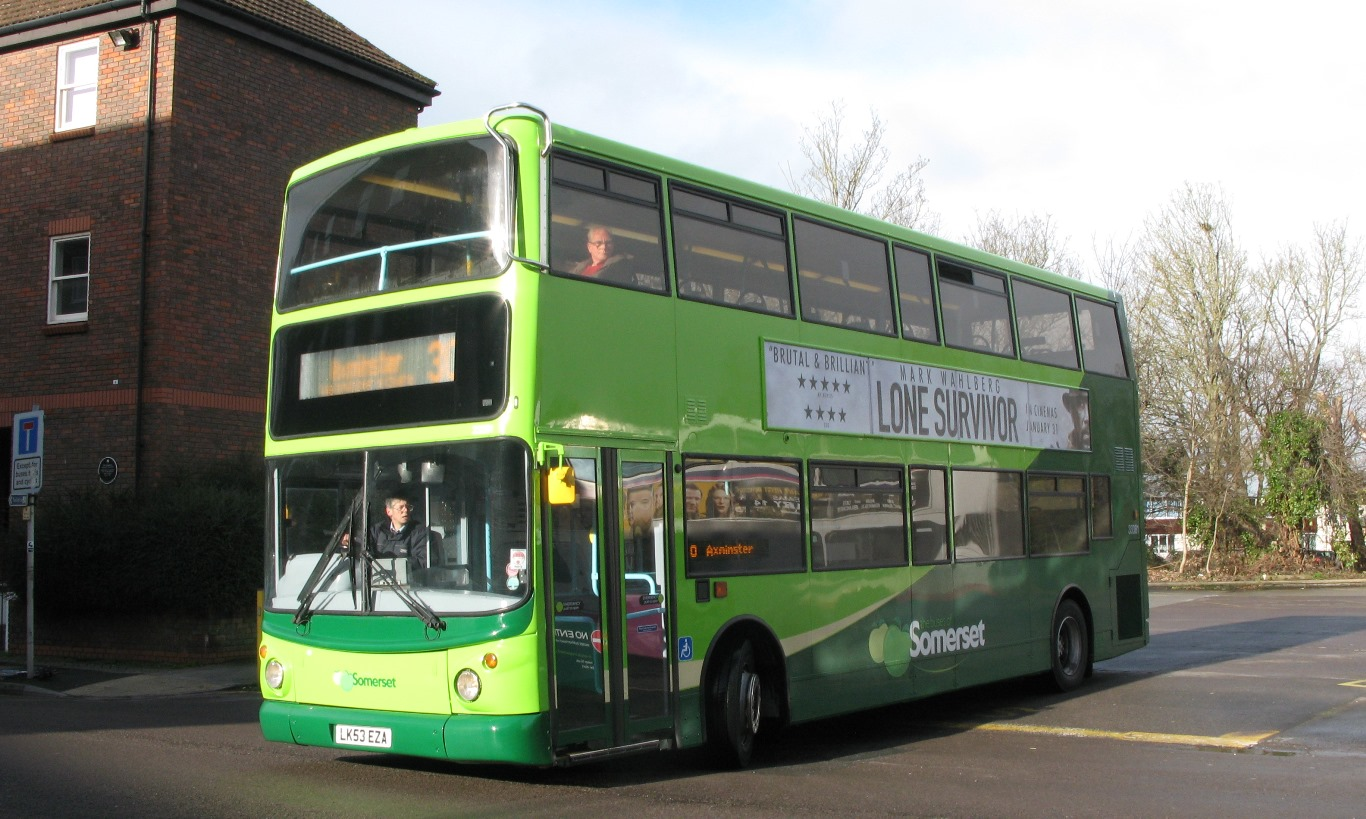
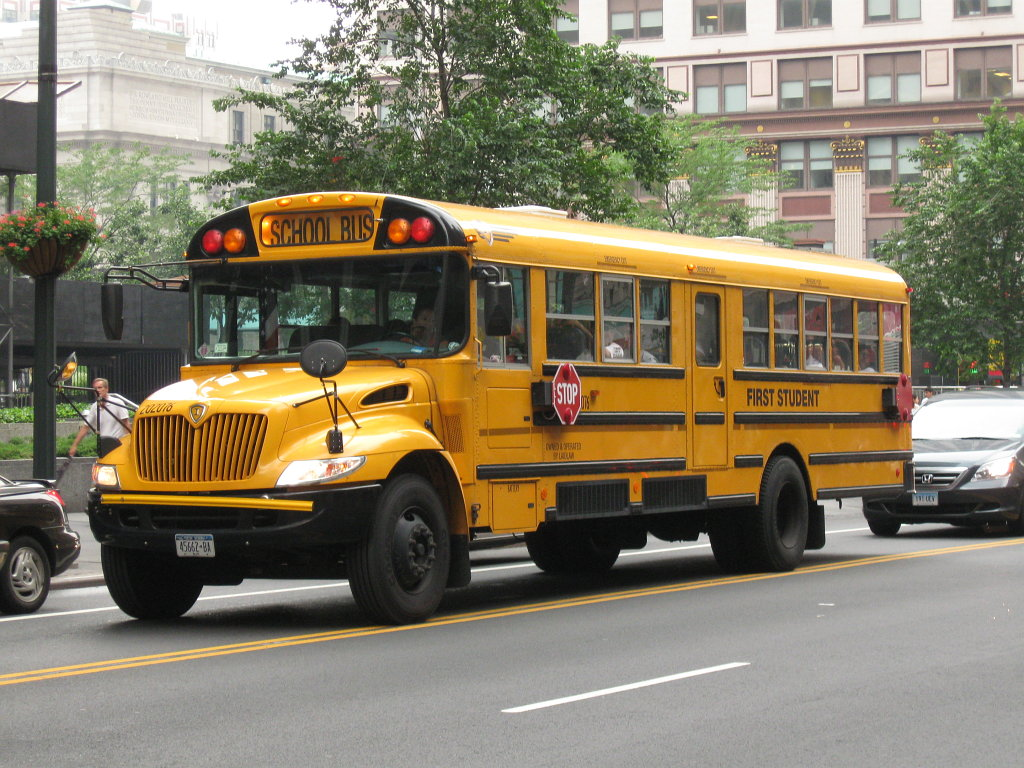
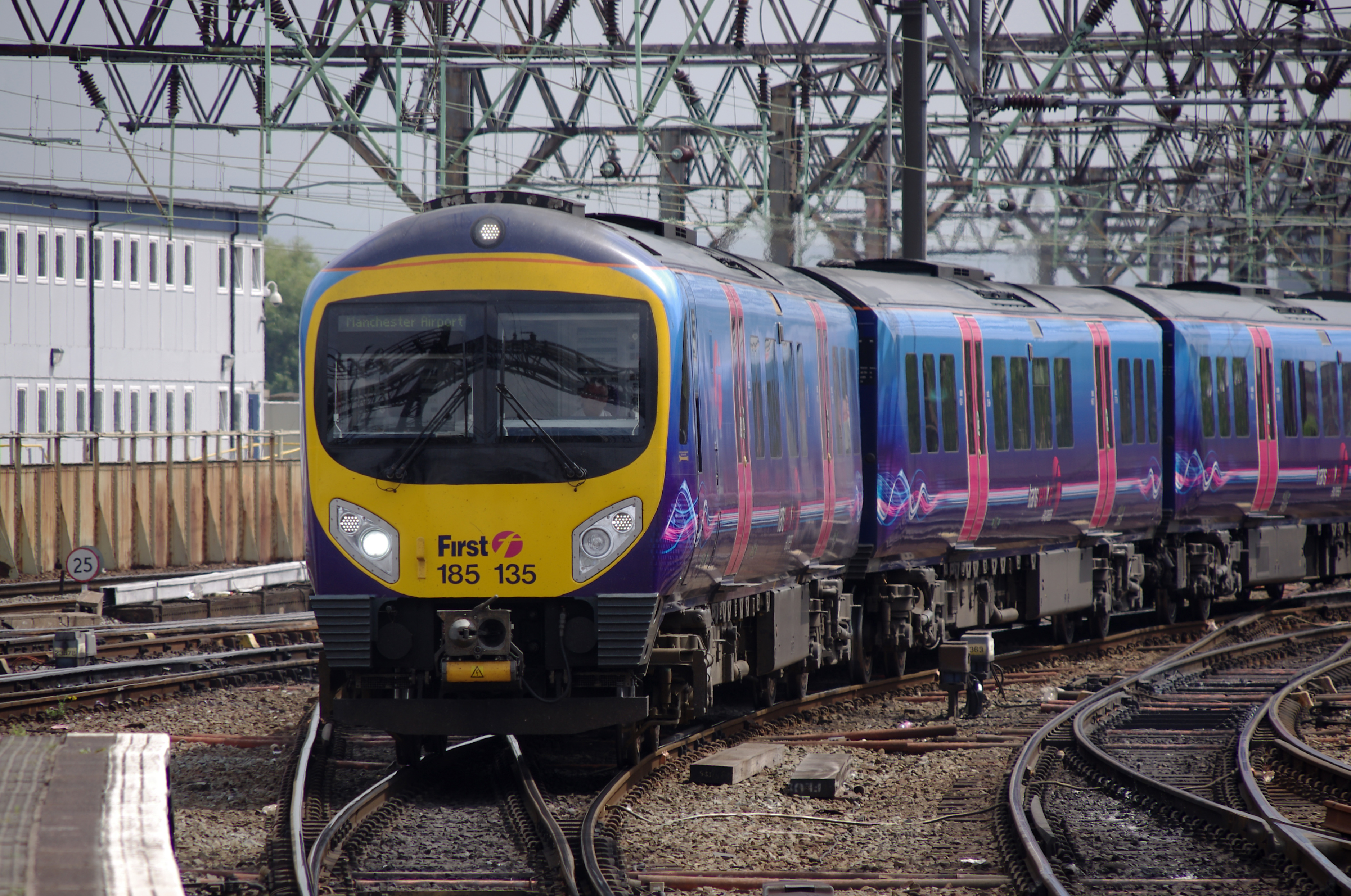
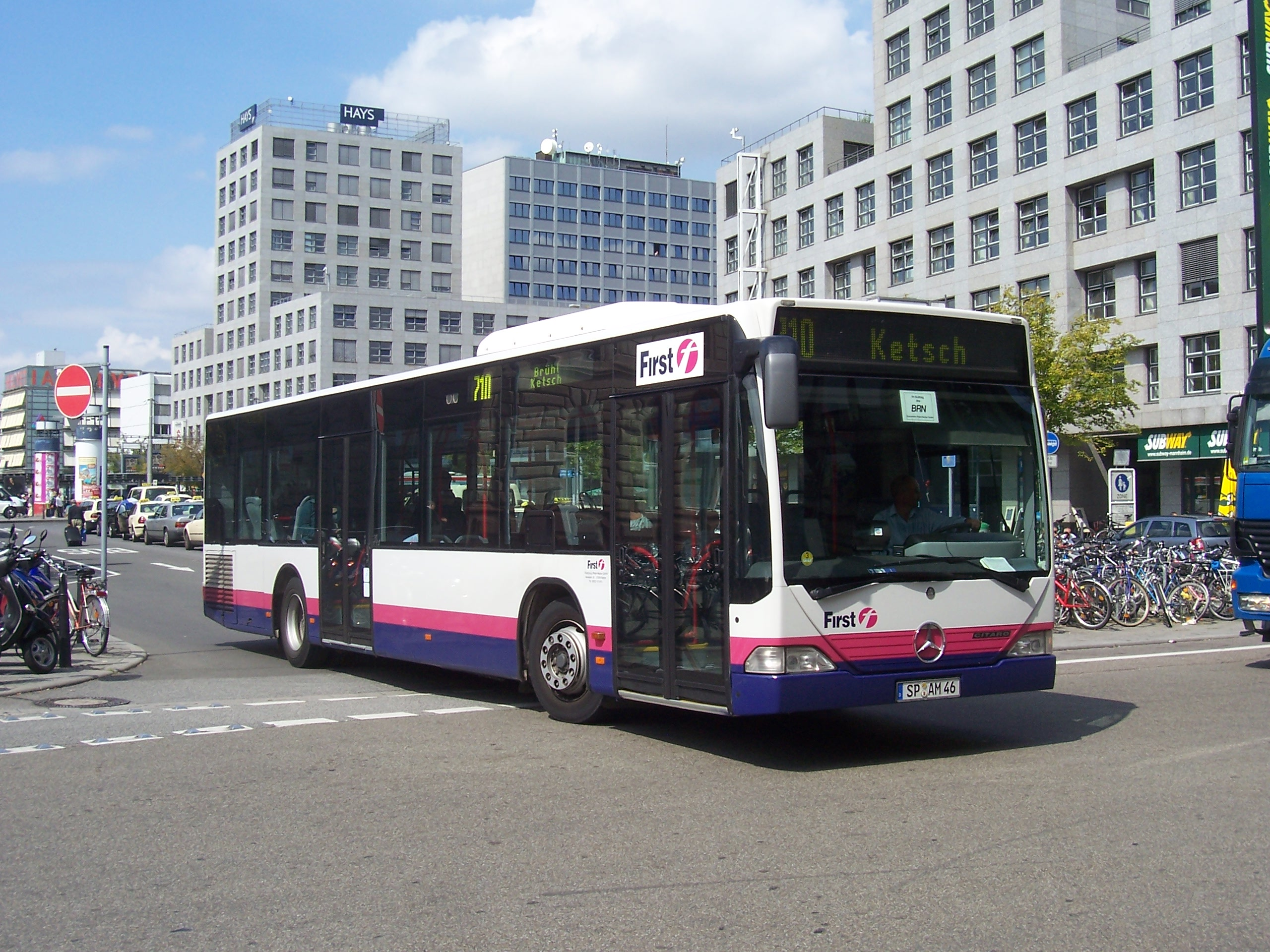
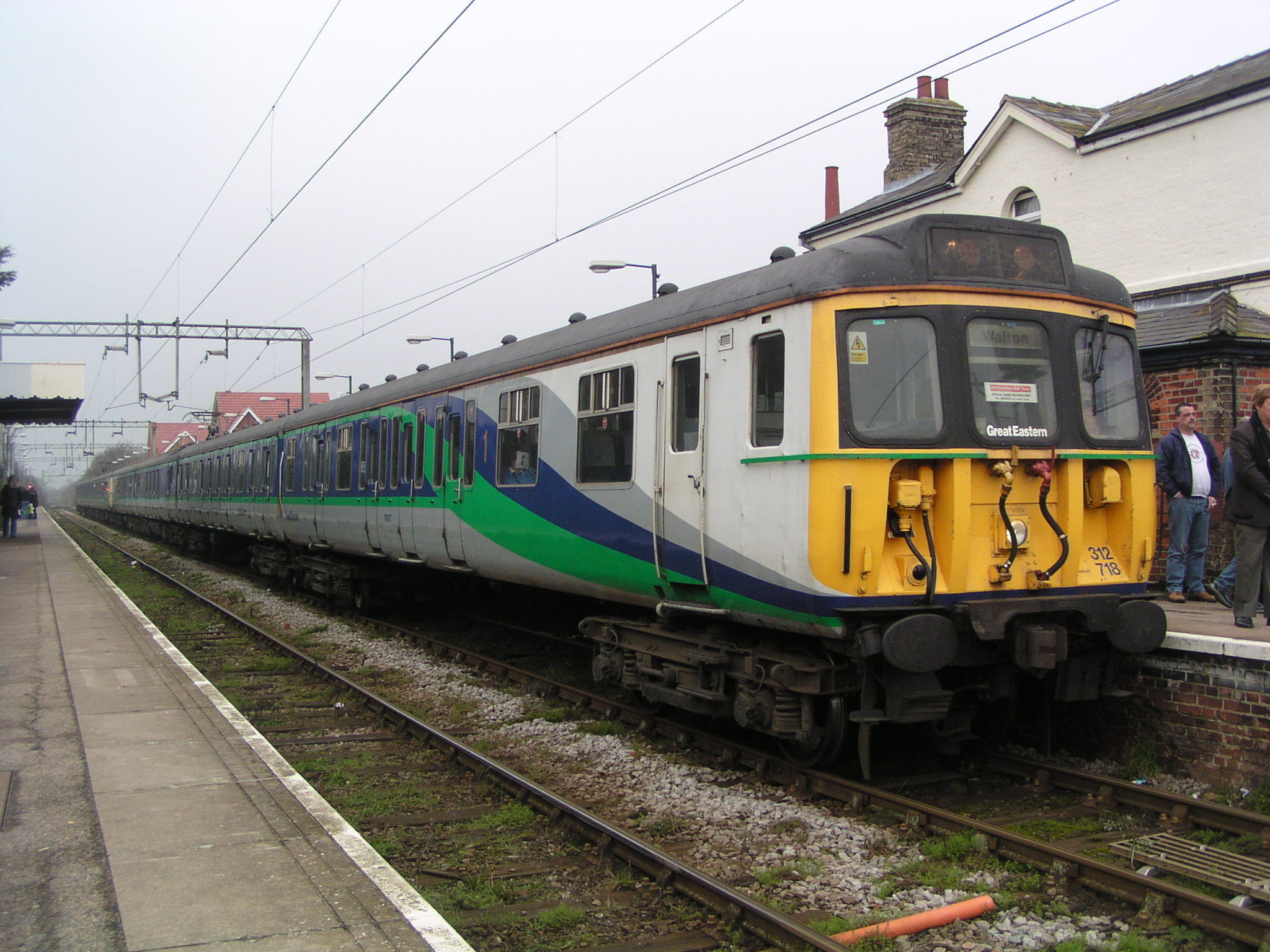